# 莽山绣球
莽山绣球（学名：Hydrangea mangshanensis）为绣球花科绣球属下的一个种。

## 扩展阅读
維基物種上的相關：莽山绣球